# Yolanda Lastra de Suárez
Yolanda Lastra de Suárez   (Ciutat de Mèxic, 12 de setembre de 1932) és una lingüista mexicana especialitzada en lingüística descriptiva de les llengües indígenes de Mèxic. Va obtenir el seu doctorat el 1963 a la Cornell University, la seva tesi escrita sota la guia de Charles Francis Hockett tractava sobre la sintaxi del quítxua de Cochabamba a Bolívia.
Lastra ha treballat amb la documentació lingüística i dialectologia de les llengües náhuatl i otomí i és reconeguda com una autoritat líder en els estudis de les llengües otopame en general. El seu llibre de 1986 Áreas dialectales del Náhuatl moderno és el treball més complet sobre la dialectologia del náhuatl modern que s'hagi publicat fins ara.
Actualment Lastra és investigadora sènior a l'Institut d'Antropologia i Història de la Universitat Nacional Autònoma de Mèxic.

## Obres
Lastraha publicat entre altres els següents treballs:
Lastra, Yolanda. «Otomí language shift and some recent efforts to reverse it». A: Joshua Fishman. Can threatened languages be saved? Reversing Language Shift, Revisited: A 21st Century Perspective.  Multilingual Matters Ltd, 2000. ISBN 1-85359-492-X.
Lastra, Yolanda. Unidad y diversidad de la lengua. Relatos otomíes.  Universidad Nacional Autonoma de México, Instituto de investigaciones Antropológicas, 2001. ISBN 968-36-9509-4.(castellà)
Lastra, Yolanda. Ixtenco Otomí.  Lincom, 1998. ISBN 3-929075-15-6.
Lastra, Yolanda. Los Otomies - Su lengua y su historia.  Universidad Nacional Autonoma de México, Instituto de investigaciones Antropológicas, 2006. ISBN 978-970-32-3388-5.(castellà)
Lastra, Yolanda. El Otomí de Toluca.  Universidad Nacional Autonoma de México, Instituto de investigaciones Antropológicas, 1992. ISBN 968-36-2260-7.(castellà)
Lastra, Yolanda. Otomi de San Andrés Cuexcontitlan, Estado de México (PDF).  Archivo de Lenguas Indígenas, 1989. ISBN 968-12-0411-5.(castellà)
Lastra, Yolanda «Verbal Morphology of Ixtenco Otomi» (PDF). Amerindia, 21, 1996, pàg. 1–8. Arxivat de l'original el 2011-07-18 [Consulta: 5 desembre 2013]. Arxivat 2011-07-18 a Wayback Machine.
Lastra de Suárez, Yolanda. Las áreas dialectales del náhuatl moderno.  Ciudad Universitaria, México, D.F.: Universidad Nacional Autónoma de México, Instituto de Investigaciones Antropológicas, 1986. ISBN 968-837-744-9. OCLC 19632019.(castellà)
Lastra de Suárez, Yolanda. «Chichimeco Jonaz». A: Munro S. Edmonson (Volume ed.), with Patricia A. Andrews. Supplement to the Handbook of Middle American Indians, Vol. 2: Linguistics.  Austin: University of Texas Press, 1984, p. 20–43. ISBN 0-292-77593-8. OCLC 10207920.